# Ehmetjan Qasim
Ehmetjan Qasim var en uigurisk politiker och ledare för den andra Östturkestanska republiken 1944-1949. Han föddes i Ghulja nära gränsen till ryska centralasien och studerade vid Det kommunistiska universitet för Österns arbetande massor i Moskva 1936-1942.
1944 deltog han i grundandet av det andra östturkestanska republiken, som hade nära band med Sovjetunionen. I augusti 1949 inbjöd Mao Zedong honom och en grupp ledare att delta i en session av Kinesiska folkets politiskt rådgivande konferens i Peking för att förbereda grundade av Folkrepubliken Kina. Den 27 augusti avled dock Ehmetjan Qasim i en flygolycka på väg till Peking. Efter Sovjetunionens fall har det framkommit uppgifter som tyder på att han avrättades enligt en överenskommelse mellan Stalin och Mao.